# Фридрих, Марвин
Марвин Фридрих (нем.  Marvin Friedrich, немецкое произношение: [ˈmaːʀˈvɪn ˈfʁiːdʁɪç]; род. 13 декабря 1995, Кассель) — немецкий футболист, защитник клуба «Боруссия» (Мёнхенгладбах).

## Клубная карьера
В 2011 присоединился к юношеской академии «Шальке 04». Дебютировал в Бундеслигe 13 сентября 2014 в матче против «Боруссии» Мёнхенгладбах.
17 июня 2016 было объявлено он том, что Фридрих подписал 3-летний контракт с «Аусбургом».
В январе 2018 Фридрих перешёл в «Унион Берлин» из второй Бундеслиги до 2021 года. «Аусбург» сохранил право выкупа, и в мае 2019 было объявлено, что клуб активировал опцию выкупа игрока за 1 миллион евро. 5 июля 2019 Фридрих вернулся в «Унион Берлин» за 2,5 миллиона евро.